# Dharma (hindoeïsme)
Dharma in het hindoeïsme is het juiste handelen, op de juiste tijd, op de juiste manier en om de juiste redenen volgens de universele wetten van de menselijke natuur wat tot tevredenheid, geluk en voorspoed zal leiden. Dharma omvat zowel de moraal van de mens als het streven naar ethiek, goedheid, rechtvaardigheid en zuiverheid. Voor hindoes houdt dit meestal in dat ze willen leven volgens de gedragsregels zoals die worden voorgeschreven in de Vedas en de Upanishads. Tulsidas, de auteur van de Ramcharitmanas, definieert de essentie van dharma als mededogen.
Het hele sociale en spirituele leven van een Hindoe wordt bepaald door de Dharma. Door de wetten van de Dharma te volgen kan een mens tot zelfverwerkelijking komen. Het ideale leven van de mens wordt samengevat in 10 voorschriften:
1. onderwerping (aan de schepper)
2. het vergelden van het kwaad met goed (vergeven)
3. matigheid (een simpel bestaan leiden)
4. reinheid (van zowel lichaam als geest)
5. braafheid (trouw zijn aan je partner)
6. het beteugelen van de zinnen
7. kennis van de heilige boeken
8. kennis van de hoogste ziel
9. waarheidsliefde (de waarheid vertellen)
10. beheersing van woede en boosheid

In het hindoeïsme bestaat ook het concept van Manava Dharma.